# Keňa na Letních olympijských hrách 1984
Keňu na Letních olympijských hrách 1984 v americkém Los Angeles reprezentovalo 61 sportovců (56 mužů a 5 žen).

## Medailové pozice
| Medaile | Jméno          | Sport    | Disciplína                |
| ------- | -------------- | -------- | ------------------------- |
| Zlato   | Julius Korir   | Atletika | Muži 3 000 m překážek     |
| Bronz   | Mike Musyoki   | Atletika | Muži běh na 10 000 m      |
| Bronz   | Ibrahim Bilali | Box      | muži váha muší - do 51 kg |